# Gnoll

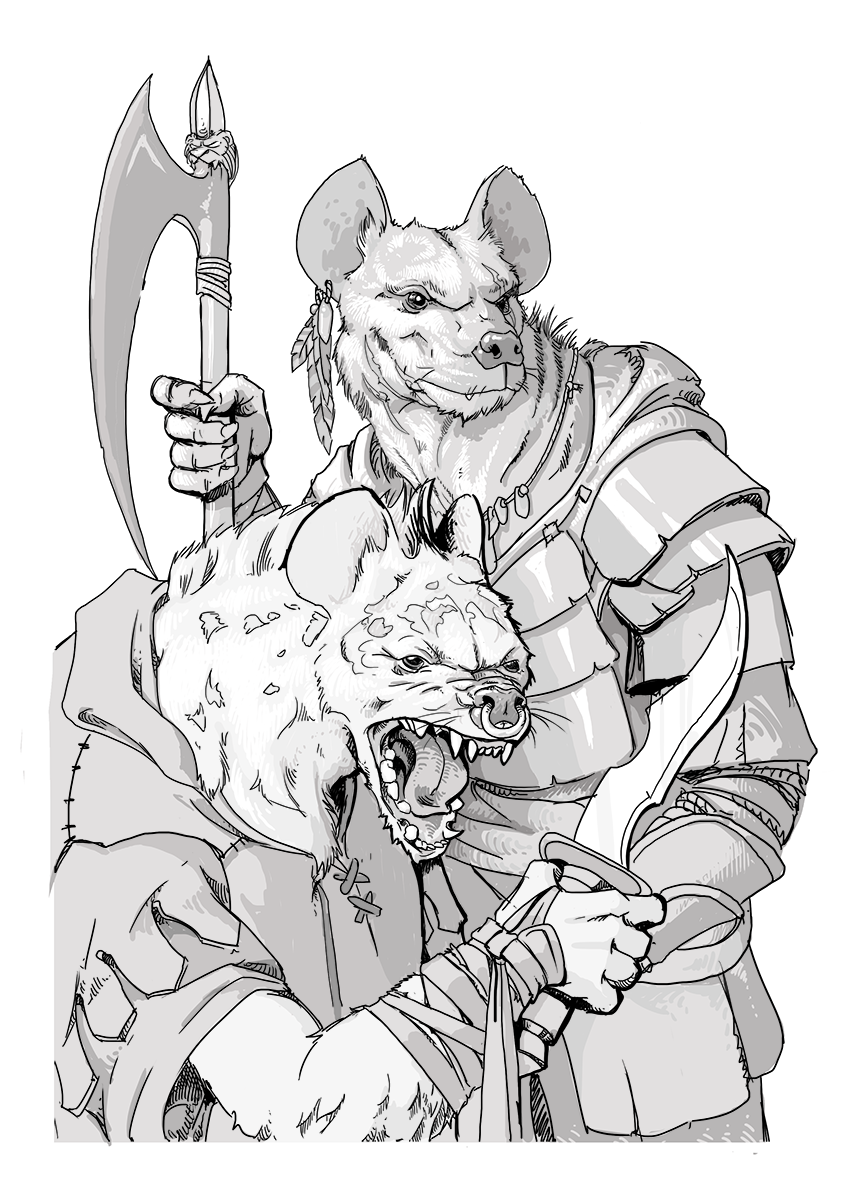
Gnolle, Dungeons & Dragons Fan-Art

Gnolle sind fiktive Geschöpfe, die meistens als menschenähnliche Hyänen beschrieben werden. 
Ursprünglich in der Schreibweise Gnole von Lord Dunsany geschaffen, tauchten die Gnolle erstmals durch die Pen-&-Paper-Rollenspiele der Dungeons-&-Dragons-Reihe in dieser Schreibweise auf, bei der es sich zwar eigentlich um einen der vielen Druckfehler in der ersten Ausgabe des Dungeons-&-Dragons-Regelwerkes handelte (so wurde darin Lord Dunsany als Lord Sunsany erwähnt), die sich aber trotzdem durchsetzte.
Der Name Gnole bzw. Gnoll spielt auf eine Kreuzung aus Gnomen und Trollen an. Die heute dominierende Darstellung der Gnolle als humanoide hyänenartige Kreaturen wurde erst durch die Veröffentlichung des Advanced Dungeons & Dragons Monster Manual 1977 geschaffen. Sie werden meist als barbarisch und aggressiv, aber mit einer gewissen Intelligenz und sogar Sprachfähigkeit begabt (so z. B. bei Terry Pratchett) beschrieben.
Sie tauchen in diversen Varianten hauptsächlich in verschiedenen Rollen- und Computerspielen auf. Im Bereich der Rollenspiele werden sie vor allem in den verschiedenen Versionen der Dungeons & Dragons-Reihe sowie im darauf aufbauenden d20-System  Pathfinder beschrieben. In Computerspielen tauchen sie unter anderem in D&D-Adaptationen wie Baldur’s Gate sowie in Warcraft 3, World of Warcraft, Metin2, Heroes of Might and Magic III, Heroes of the Storm, EverQuest, Tales of Phantasia und Orcs Must Die! auf. In der Literatur findet man sie beispielsweise in einzelnen Scheibenwelt-Romanen von Terry Pratchett.